# Lester Bangs
Leslie Conway Bangs, más conocido como Lester Bangs (Escondido, California, 13 de diciembre de 1948 - Nueva York, 30 de abril de 1982), fue un periodista y crítico musical estadounidense, relevante en la escena del rock de los años 1960. Su trabajo fue popularizado por las revistas Creem, Musician y Rolling Stone.

## Historia
Su primer trabajo como columnista corresponde a una revisión del álbum Kick Out The Jams del grupo MC5, el que envió a la revista Rolling Stone. Tras un comentario negativo al grupo Canned Heat en 1973, Bangs es despedido de Rolling Stone por Jann Wenner, quien consideraba que Lester "desprestigiaba" a los músicos.
Bangs se muda a Detroit, donde trabaja como redactor y editor de Creem. Es allí donde la leyenda comienza a crecer.
Tras dejar Creem, pudo dedicarse a escribir para otras revistas prestigiosas, como Penthouse, Playboy, The Village Voice, entre otras publicaciones.
Su estilo enfático y confrontacional para escribir y llevar a sus entrevistados, estaba influenciado por el escritor William S. Burroughs. Ensayos y entrevistas dedicadas a Lou Reed, gran amigo de Bangs, publicadas en Creem, han perpetuado su legado más consistente, desmostando su hilarante forma de escribir.
Pero este legado no solo se limita al mundo de las letras. Lester también fue músico. Con Joey Ramone formó su primera banda, llamada Birland. En 1980 viaja a Austin, Texas. Allí conoce a un grupo punk llamado The Delinquents. En su estadía graba un álbum llamado Jook Savages on the Brazos. El grupo pasó a llamarse Lester Bangs and the Delinquents.

### Fallecimiento
Bangs falleció a los 33 años, en abril de 1982 en Nueva York, tras una sobredosis de Valium.

## Legado
- Es mencionado en la canción "It's the End of the World and We Know It" (1987) del grupo R.E.M.
- Es mencionado en la canción "It's Not My Place" (1981) del grupo The Ramones.
- Es mencionado en la canción "Incinerator" (1993) del grupo Apt 3G.
- Fue encarnado por Philip Seymour Hoffman en la película Almost Famous.